# Erijský kanál
Erijský kanál (anglicky Erie Canal) je umělá vodní cesta nacházející se ve státě New York. Je dlouhý 363 mil a vede z Albany na řece Hudson do Buffala na Erijském jezeře, čímž vytváří splavnou vodní trasu z Velkých jezer do Atlantského oceánu.

## Historie

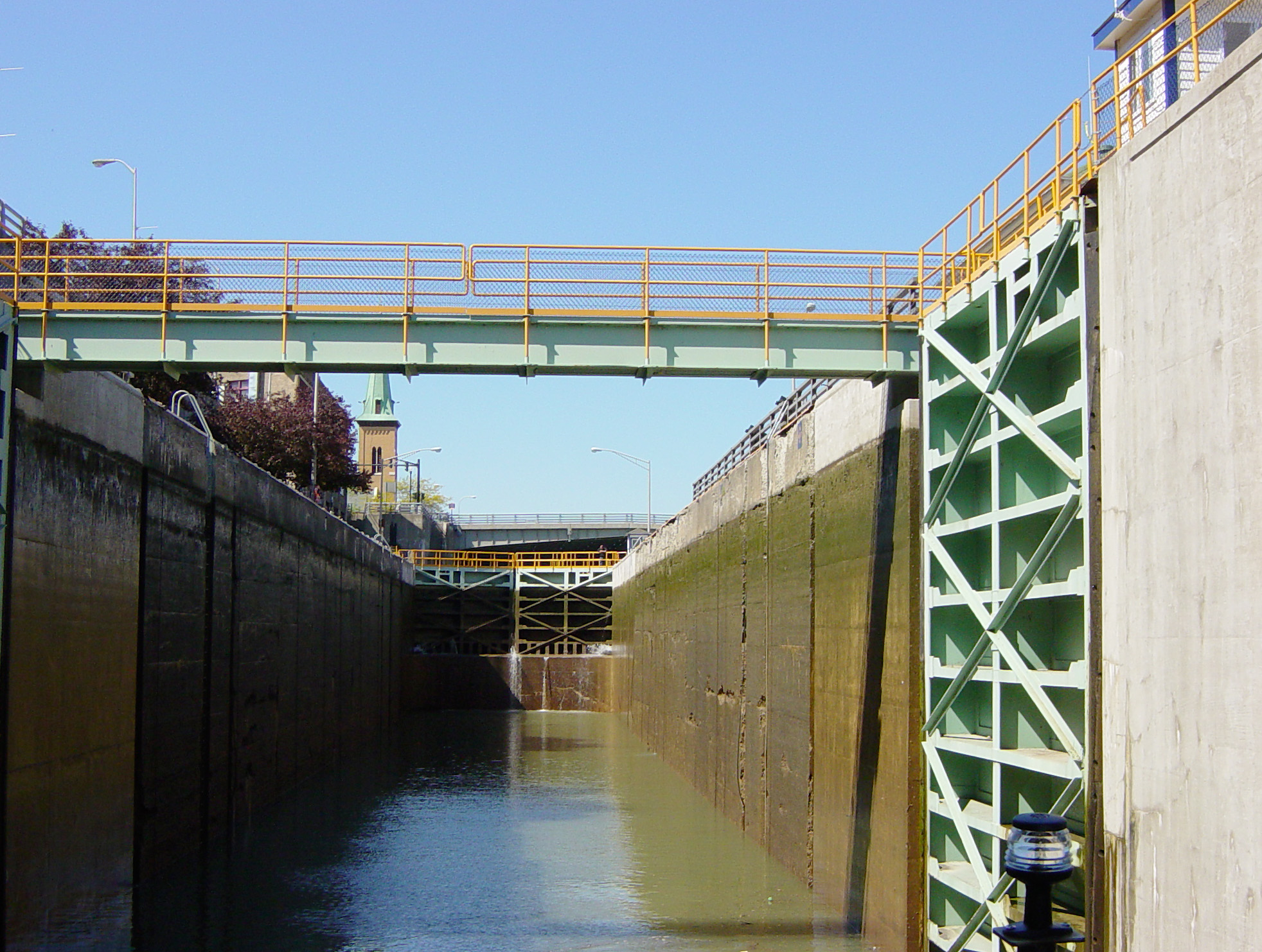
Moderní zdymadlo u Niagarského srázu

Poprvé byl návrh na výstavbu kanálu přednesen roku 1808. V letech 1817 až 1832 probíhala samotná stavba a 26. října 1825 došlo k jeho oficiálnímu otevření. Představoval první dopravní systém mezi východním pobřežím (New York) a západním vnitrozemím (Velká jezera), během něhož nebyla nutná překládka zboží. Navíc byla lodní doprava rychlejší než vozy tažené zvířaty a také se snížily náklady na dopravu o zhruba 95 %. Kanál přispíval k příchodu nových osadníků do západních oblastí newyorského státu, otevřel oblasti dále na západ pro budoucí kolonizaci a pomohl stát se New Yorku hlavním americkým přístavem. Mezi lety 1834 až 1862 byl dále rozšířen a roku 1918 byla původní stavba nahrazena větším kanálem s názvem New York State Barge Canal.

## Současnost
Dnes je Erijský kanál součástí vodního komplexu pod jménem New York State Canal System. Jakožto nejúspěšnější vodní cesta vytvořená člověkem se roku 2000 Erijský kanál zařadil mezi oblasti amerického národního dědictví. Přestože byl v poslední době spíše využíván pro rekreační plavbu, od roku 2008 zde došlo i k rozkvětu komerční říční dopravy.